# Francisco de Rojas
Francisco de Rojas (ca.1446 - 23 februari 1523) was een Castiliaans edelman die ambassadeur was voor Ferdinand van Aragon en Isabella van Castilië, de katholieke koningen. Hij onderhandelde het dubbelhuwelijk tussen de Habsburgers en het Huis Trastámara waardoor Vlaanderen voor twee eeuwen met Spanje werd verbonden.
Francisco de Rojas of voluit Francisco de Rojas y Escobar werd geboren omstreeks 1446 in Toledo als zoon van Alonso de Cáceres Escobar en Maria de Rojas. Hij nam de naam van zijn moeder aan omdat de Rojas een grote naam was in die dagen. Hij studeerde canoniek en civiel recht aan de universiteit en was een geletterd man. Niettemin nam hij deel aan een aantal militaire campagnes van Ferdinand van Aragon onder meer aan de successieoorlog met Portugal, de campagne van Granada en de verovering van Loja.
In 1484 werd hij door Ferdinand van Aragon aangesteld als diplomaat bij de Heilige Stoel naast kardinaal Juan Moles de Margarit. Op 2 mei 1486 vroeg hij zelf zijn vervanging en keerde hij terug naar Spanje, maar in de daaropvolgende jaren zal hij nog talrijke missies voor Ferdinand uitvoeren. In 1493 werd hij als gevolmachtigde van de koning naar Maximiliaan van Oostenrijk gestuurd om een dubbel huwelijk tussen twee van de kinderen van de katholieke koningen en die van Maximiliaan te regelen. De bedoeling was van Johan van Aragon, de troonopvolger, te laten trouwen met  Margaretha van Oostenrijk en Johanna van Castilië moest uitgehuwelijkt worden aan de opvolger van Maximiliaan, Filips de Schone. Het contract werd getekend op 20 januari 1495, maar Francisco de Rojas zal pas in 1497 met Margaretha van Oostenrijk terugkeren naar Spanje.
In 1498 wordt Francisco terug naar Rome gestuurd en in 1505 vraagt hij aan Ferdinand om bij paus Julius II te bemiddelen voor zijn benoeming tot kardinaal, zijn meest dierbare wens. In 1507 komt het negatieve antwoord. Francisco de Rojas keert dan terug naar Spanje om bij Ferdinand te rapporteren over zijn missie en vestigt zich dan in Toledo om zijn eigen zaken te behartigen.
In 1516 zal Margaretha van Oostenrijk, van wie hij het huwelijk organiseerde, van hem de betaling eisen van sommen die hij haar nog zou verschuldigd zijn uit die tijd. Het proces zal een jaar aanslepen, maar op 22 mei 1517 wordt een voor hem gunstig oordeel geveld.
Ook de opstand van de comunidades komt nog zijn oude dag vergallen. Hij wordt aangevallen maar hij overleeft de gebeurtenissen van 1520-1521.
Tegen het einde van zijn leven aan sticht hij twee mayorazgo’s (majoraten), een voor zijn broer Juan de Rojas en het tweede voor zijn neef Francisco de Rojas. Hij overlijdt op 23 februari 1523.